# Vall de Jizreel
|  | Per a altres significats, vegeu «Vall de Jizreel (consell regional)». |

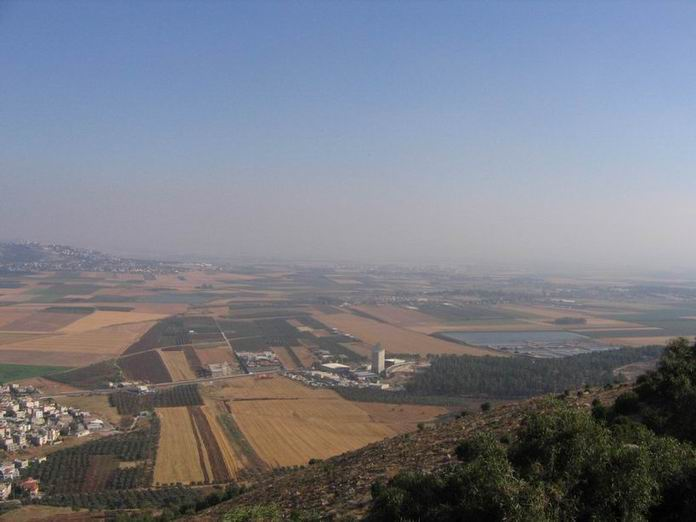
La vall de Jezrael, vista des de Natzaret

La vall de Jezrael o Jizreel (hebreu: עמק יזרעאל, Emek Yizrael‎; àrab: سهل زرعين, Sahl Zirʿīn) o plana d'Ibn Àmir (àrab: مرج بن عامر, Marj Ibn ʿĀmir), nom derivat de la tribu Banu Amir que s'hi van establir al temps de la conquesta. Coneguda també com a plana d'Esdreló (nom que portava al període clàssic), és una plana amb valls al nord d'Israel, que pren el nom de la ciutat de Jizreel (en àrab Zir'in, زرعين, Zirʿīn), situada a un turó al límit sud, i dominant la vall. És al sud de la Baixa Galilea i a l'actual districte Nord d'Israel. Era regada pel riu Quixon i els seus afluents. Tenia diverses subvalls com Meguidó (Legio).
En aquesta zona hi ha hagut des del Neolític, establiments humans, i ciutats com Megiddo són esmentades a la Biblia; per la seva posició estratègica fou teatre de batalles decisives.
La ciutat moderna principal és Afula (عفولة) que correspon probablement a la ciutat esmentada a l'Antic Testament com Ofrà, on va residir el jutge jueu Gedeó. La ciutat principal fins llavors era Zerin.

## Història
La Bíblia situa la vall al nord de Jezrael entre les serres de Guilboa i Morè. Fou escenari de la victòria dels israelites dirigits per Gedeó contra els madianites, els amalequites i els «nois de l'est». Dos-cents anys després, els israelites dirigits per Saül i Jonatan foren derrotats allí pels filisteus.
El 3 de setembre de 1260 es va lluitar en aquesta vall la batalla d'Ayn Jalut, prop de la font d'Ayn Jalut entre el Soldanat Mameluc i els mongols establerts a Palestina, sent la primera vegada en què es va derrotar els mongols, donant-se per acabat el mite de la seva invencibilitat.
Els geògrafs àrabs l'anomenen Ayn Djalut pel lloc d'aquest nom, o bé pels centres administratius com Baysan a l'est, o Jenin i Nablús al sud. Sota els otomans formà una nàhiya amb 38 pobles (amb 74 nuclis habitats) de l'entorn de Baysan, amb Natzaret al nord, Kabatiyya al sud i la Mediterrània a l'oest; fou administrada per la família beduïna local dels Turabay (segles xvi i xvii) i formà part de la wilaya de Safad. Al segle xviii i estava quasi deserta excepte pels beduïns.
Al segle xix la major part de la terra estava en mans d'unes poques famílies entre les quals la principal era la dels Sursuk o Sursok, cristians de Beirut. Després d'anys de negociacions, al final del segle xix algunes terres foren comprades per societats jueves; al final de la I Guerra Mundial el Fons Nacional Jueu va comprar la resta de les terres; es van crear colònies i es van assecar les maresmes i va esdevenir la zona més fèrtil de Palestina durant el mandat britànic.
La vall fou comprada per una associació sionista els anys 20 del segle xx, i els colons van fundar Afula.